# سیه‌نا گیلری
سیه‌نا تیگی گیلری (به انگلیسی: Sienna Tiggy Guillory) (زادهٔ ۱۶ مارس ۱۹۷۵) هنرپیشه و مدل پیشین انگلیسی است.

## اوایل زندگی

گیلری در نقش جیل ولنتاین در فیلم رزیدنت ایول: آخرالزمان که شخصیت، نام و لباس او مستقیماً از شخصیت بازی رزیدنت ایول ۳ الهام گرفته شده‌است.

گیلری در ۱۶ مارس ۱۹۷۵ در شهر کترینگ در نورث‌همپتون‌شر، انگلستان زاده شد. او دختر ایساک گیلری نوازنده گیتار فولک آمریکایی و همسر اولش تینا تامسون مدل انگلیسی است که در سال ۱۹۷۳ با هم ازدواج کردند. ایساک گیلری یهودی‌تبار بود و در پایگاه دریایی گوانتانامو در کوبا زاده شد پدرش دریانوردی آمریکایی بود و همسرش یعنی مادر بزرگ سیه‌نا ترک بود.
سیه‌نا برادری ناتنی به نام جیس دارد که پدرش سرپرستی او را به عهده گرفته بود و هر دو از یک مادر هستند. والدین سیه‌نا در سال ۱۹۹۰ وقتی که او ۱۴ داشت از یکدیگر جدا شدند. در سال ۱۹۹۳ پدر سیه‌نا با زنی با نام ویکی مک میلان ازدواج کرد. حاصل این ازدواج یک برادر و یک خواهر ناتنی به نام‌های ژاکوب و الی برای سیه‌نا بود.
سیه‌نا از دو سالگی سوارکاری می‌کرد. در چهارده سالگی اسبی هدیه گرفت و نامش را به تأثیر از فیلم دربان شب، پورتی یا نایت پورتر (The Night Porter) گذاشت.
در سال ۱۹۹۵ مادر سیه‌نا چند سال پس از جدا شدن از پدرش کمپانی طراحی و ساخت لباس خودش با نام کریر (به انگلیسی: Carrier) را تأسیس کرد. در دسامبر سال ۲۰۰۰ پدر سیه‌نا به علت بیماری سرطان در سن پنجاه و سه سالگی درگذشت.

## زندگی شخصی
گیلری و نیک مورن (هنرپیشه) در ژوئیه ۱۹۹۷ ازدواج کرده و در سال ۲۰۰۰ طلاق گرفتند. در سال ۲۰۰۰ گیلری شروع به قرار گذاشتن با هنرپیشه انگلیسی انزو چیلنتی کرد که در ۲۰۰۲ با یکدیگر ازدواج کردند.

## حضور در رسانه‌ها
در سال ۲۰۰۲ مجلهٔ ماکسیم در فهرستی از ۱۰۰ زن سکسی سیه‌نا را در رتبه هشتاد و نهم قرار داد. و همچنین در نظر سنجی ۲۰۰۷ سایت «askmen.com» پنجاه و نهمین زن تاپ سال انتخاب شد.

## فیلم‌شناسی
| نام فیلم                     | سال  | نقش           | یادداشت |
| ---------------------------- | ---- | ------------- | ------- |
| آینده دیرپاست                | ۱۹۹۶ | بلو           |         |
| استار! استار!                | ۱۹۹۷ | لو            |         |
| قوانین تعهد                  | ۲۰۰۰ | دنیس          |         |
| طبقه‌بندی‌شده                  | ۲۰۰۰ | سانی          |         |
| سه پادشاه                    | ۲۰۰۰ | روکسانا       |         |
| دو روز، نه زندگی             | ۲۰۰۰ | کیت           |         |
| نا مطلع                      | ۲۰۰۱ | جسیکا         |         |
| خرید در نیمه شب              | ۲۰۰۱ | سوزی          |         |
| کیس کیس (بنگ بنگ)            | ۲۰۰۱ | کَت            |         |
| ماشین زمان                   | ۲۰۰۲ | اِما           |         |
| قواعد شهوت                   | ۲۰۰۳ | ژولیت         |         |
| در واقع عشق                  | ۲۰۰۳ | دوست‌دختر جیمی |         |
| رزیدنت ایول: آخرالزمان       | ۲۰۰۴ | جیل ولنتاین   |         |
| در حمام                      | ۲۰۰۵ | زن            |         |
| سکوت برازندهٔ توست            | ۲۰۰۵ | گریس          |         |
| اراگون                       | ۲۰۰۶ | آریا          |         |
| اینکهارت                     | ۲۰۰۸ | ریسا          |         |
| من اینجام                    | ۲۰۱۰ | فرانچسکا      |         |
| رزیدنت ایول: زندگی پس از مرگ | ۲۰۱۰ | جیل ولنتاین   |         |
| بیگ بنگ                      | ۲۰۱۱ | جولی          |         |
| رزیدنت ایول: قصاص            | ۲۰۱۲ | جیل ولنتاین   |         |
| برج                          | ۲۰۱۵ | ان شریدان     |         |
| قطع نکن                      | ۲۰۱۶ | کولبین        |         |
| کلیفورد سگ بزرگ قرمز         | ۲۰۲۱ |               |         |